# Daliansaurus
Daliansaurus ("ještěr z města Ta-lien") byl rod malého opeřeného teropodního dinosaura, žijícího v období spodní křídy (geologický věk barrem, asi před 126 miliony let) na území dnešní čínské provincie Liao-ning (souvrství Yixian).

## Historie a popis
Tento malý dravý troodontid byl vědecky popsán mezinárodním týmem vědců v roce 2017, jedním z nich byl i slovenský vertebrátní paleontolog Martin Kundrát. Tento teropod je zajímavý přítomností zvětšeného drápu na čtvrtém prstu zadní končetiny. Popsán byl podle téměř kompletní kostry, naznačující délku asi 1 metr a hmotnost kolem 5 kilogramů.

## Klasifikace
Daliansaurus byl blízce příbuzný rodům Mei, Sinovenator a Sinusonasus v rámci nově stanovené podčeledi Sinovenatorinae.